# 中华人民共和国缔结条约程序法
《中华人民共和国缔结条约程序法》是一部中华人民共和国法律，该法律于1990年12月28日在第七届全国人民代表大会常务委员会通过，并于1990年12月28日起施行。

## 立法缘由
《中华人民共和国缔结条约程序法》的第一条是“根据中华人民共和国宪法，制定本法。”

## 实施
《中华人民共和国缔结条约程序法》的最后一条是“本法自公布之日起施行。”

### 下位法
2017年3月，国务院法制办公室就《中华人民共和国缔结条约程序法实施条例（征求意见稿）》公开征求意见。
2023年1月，《缔结条约管理办法》生效，完善和优化缔结条约相关程序。